# Hamamboua
Hamamboua (arabisch) ist eine Siedlung auf der Komoreninsel Anjouan im Indischen Ozean. Der Ort liegt an der Südküste zwischen Pomoni (S) und Dar Salam (NW).

## Geografie
Hamamboua liegt im Ausgang des Bamikakou-Tales. Der Fluss Bamikakou ist die Lebensader des Ortes. Nördlich des Ortes liegt die Quelle Source Bako-Chikélé.

## Klima
Hamamboua liegt im Tropischen Regenwaldklima. Die Temperaturen sind das ganze Jahr über konstant und liegen zwischen 20 °C und 25 °C.